# آبل سردیو
آبل سردیو (اسپانیایی: Abel Serdio‎؛ زادهٔ ۱۶ آوریل ۱۹۹۴) بازیکن هندبال اهل اسپانیا است.